# Лісандро Лопес
Лісандро Лопес (ісп. Lisandro López, нар. 2 березня 1983, Буенос-Айрес) — аргентинський футболіст, нападник клубу «Расінг» (Авельянеда).
Насамперед відомий виступами за клуби «Порту» та «Олімпік» (Ліон), а також національну збірну Аргентини.
Чотириразовий чемпіон Португалії. Володар Кубка Франції.

## Клубна кар'єра
Народився 2 березня 1983 року в місті Буенос-Айрес. Вихованець футбольної школи клубу «Расінг» (Авельянеда). Дорослу футбольну кар'єру розпочав 2003 року в основній команді того ж клубу, в якій провів два сезони, взявши участь у 70 матчах чемпіонату. Більшість часу, проведеного у складі «Расинга», був основним гравцем атакувальної ланки команди. У складі «Расинга» був одним з головних бомбардирів команди, маючи середню результативність на рівні 0,37 голу за гру першості.
Своєю грою за цю команду привернув увагу представників тренерського штабу клубу «Порту», до складу якого приєднався 2005 року. Відіграв за клуб з Порту наступні чотири сезони своєї ігрової кар'єри. Граючи у складі «Порту» також здебільшого виходив на поле в основному складі команди. В новому клубі був серед найкращих голеодорів, відзначаючись забитим голом в середньому щонайменше у кожній третій грі чемпіонату. За цей час чотири рази виборював титул чемпіона Португалії.
До складу клубу «Олімпік» (Ліон) приєднався 2009 року.

## Виступи за збірну
2008 року дебютував в офіційних матчах у складі національної збірної Аргентини. Наразі провів у формі головної команди країни 7 матчів, забивши 1 гол.

## Статистика виступів

### Статистика клубних виступів
| Сезон               | Команда               | Чемпіонат           | Чемпіонат | Чемпіонат | Національний кубок | Національний кубок | Національний кубок | Континентальні кубки | Континентальні кубки | Континентальні кубки | Інші змагання | Інші змагання | Інші змагання | Усього | Усього |
| Сезон               | Команда               | Ліга                | Ігор      | Голів     | Ліга               | Ігор               | Голів              | Ліга                 | Ігор                 | Голів                | Ліга          | Ігор          | Голів         | Ігор   | Голів  |
| ------------------- | --------------------- | ------------------- | --------- | --------- | ------------------ | ------------------ | ------------------ | -------------------- | -------------------- | -------------------- | ------------- | ------------- | ------------- | ------ | ------ |
| 2002-03             | «Расінг» (Авельянеда) | ПД                  | 3         | 0         | —                  | —                  | —                  | КЛ                   | 0                    | 0                    | —             | —             | —             | 3      | 0      |
| 2003-04             | «Расінг» (Авельянеда) | ПД                  | 31        | 8         | —                  | —                  | —                  | —                    | —                    | —                    | —             | —             | —             | 31     | 8      |
| 2004-05             | «Расінг» (Авельянеда) | ПД                  | 37        | 18        | —                  | —                  | —                  | —                    | —                    | —                    | —             | —             | —             | 37     | 18     |
| Усього за «Расинг»  | Усього за «Расинг»    | Усього за «Расинг»  | 71        | 26        |                    |                    |                    |                      |                      |                      |               |               |               | 71     | 26     |
| 2005-06             | «Порту»               | ПЛ                  | 26        | 7         | КП                 | 2                  | 0                  | ЛЧ                   | 2                    | 1                    | —             | —             | —             | 30     | 8      |
| 2006-07             | «Порту»               | ПЛ                  | 25        | 8         | КП                 | 2                  | 0                  | ЛЧ                   | 8                    | 3                    | —             | —             | —             | 35     | 11     |
| 2007-08             | «Порту»               | ПЛ                  | 27        | 24        | КП                 | 6                  | 0                  | ЛЧ                   | 8                    | 3                    | —             | —             | —             | 41     | 27     |
| 2008-09             | «Порту»               | ПЛ                  | 28        | 10        | КП                 | 6                  | 1                  | ЛЧ                   | 10                   | 6                    | —             | —             | —             | 44     | 17     |
| Усього за «Порту»   | Усього за «Порту»     | Усього за «Порту»   | 106       | 49        |                    | 16                 | 1                  |                      | 28                   | 13                   |               |               |               | 150    | 63     |
| 2009-10             | «Олімпік» (Ліон)      | Л1                  | 33        | 15        | КФ                 | 1                  | 2                  | ЛЧ                   | 12                   | 7                    | —             | —             | —             | 46     | 24     |
| 2010-11             | «Олімпік» (Ліон)      | Л1                  | 27        | 17        | КФ                 | 3                  | 0                  | ЛЧ                   | 5                    | 2                    | —             | —             | —             | 34     | 19     |
| 2011-12             | «Олімпік» (Ліон)      | Л1                  | 28        | 16        | КФ+Кфл             | 6                  | 7                  | ЛЧ                   | 6                    | 1                    | —             | —             | —             | 43     | 24     |
| 2012-13             | «Олімпік» (Ліон)      | Л1                  | 14        | 6         | КФ+Кфл             | 0+1                | 0                  | ЛЄ                   | 4                    | 2                    | —             | —             | —             | 19     | 8      |
| Усього за «Олімпік» | Усього за «Олімпік»   | Усього за «Олімпік» | 102       | 56        |                    | 11                 | 9                  |                      | 27                   | 12                   |               |               |               | 140    | 76     |
| Усього              | Усього                | Усього              | 279       | 129       |                    | 27                 | 10                 |                      | 55                   | 25                   |               |               |               | 361    | 164    |

## Титули і досягнення

### Командні
- Чемпіон Португалії (4):

«Порту»: 2005-06, 2006-07, 2007-08, 2008-09
- Володар Кубка Португалії (2):

«Порту»: 2005-06, 2008-09
- Володар Суперкубка Португалії (1):

«Порту»: 2006
- Володар Кубка Франції (1):

«Олімпік» (Ліон): 2011-12
- Переможець Ліга Гаушу (1):

«Інтернасьйонал»: 2015

### Особисті
- Найкращий бомбардир Чемпіонату Аргентини: 2004
- Футболіст року в Португалії: 2008
- Найкращий бомбардир Чемпіонату Португалії: 2007-08
- Найкращий футболіст французької Ліги 1: 2010